# Expo 2010 Thượng Hải Trung Quốc
Expo 2010 Thượng Hải Trung Quốc (chữ Hán giản thể: 中国2010年上海世界博览会; chữ Hán chính thể: 中國2010年上海世界博覽會, bính âm: Zhōngguó Èrlíngyīlíng Nian Shànghǎi Shìjìe Bólǎnhuì), gọi tắt là Expo 2010, đang được tổ chức trên cả hai bờ của sông Hoàng Phố trong thành phố Thượng Hải, Cộng hòa Nhân dân Trung Hoa, từ ngày 1 tháng 5 đến 31 tháng 10 năm 2010. Đây là một World Expo trong truyền thống của hội chợ và triển lãm quốc tế. Chủ đề của triển lãm là "Better City - Better Life" và biểu thị tư cách mới của Thượng Hải trong thế kỷ 21 như là "thành phố toàn cầu tiếp theo". Lô gô của hội chợ là chữ "thế" (chữ Hán 世) viết cách điệu để đại diện cho ba người cùng với năm 2010. Đây là hội chợ triển lãm tốn kém nhất trong lịch sử của hội chợ triển của thế giới. The World Expo Thượng Hải triển lãm có diện tích lớn nhất từ trước tới nay với tổng diện tích lên tới 5,28 km2.
Hơn 190 quốc gia và hơn 50 tổ chức quốc tế đã đăng ký tham gia hội chợ triển lãm Thế giới Thượng Hải, lớn nhất từ trước đến nay. Trung Quốc hy vọng sẽ tiếp gần 100 nhà lãnh đạo nước ngoài và hàng triệu người từ khắp nơi trên thế giới đến và tham quan hội chợ triển lãm thế giới. Hơn 7-100 triệu du khách sẽ tham quan triển lãm, lớn nhất trong lịch sử.

## Hình ảnh

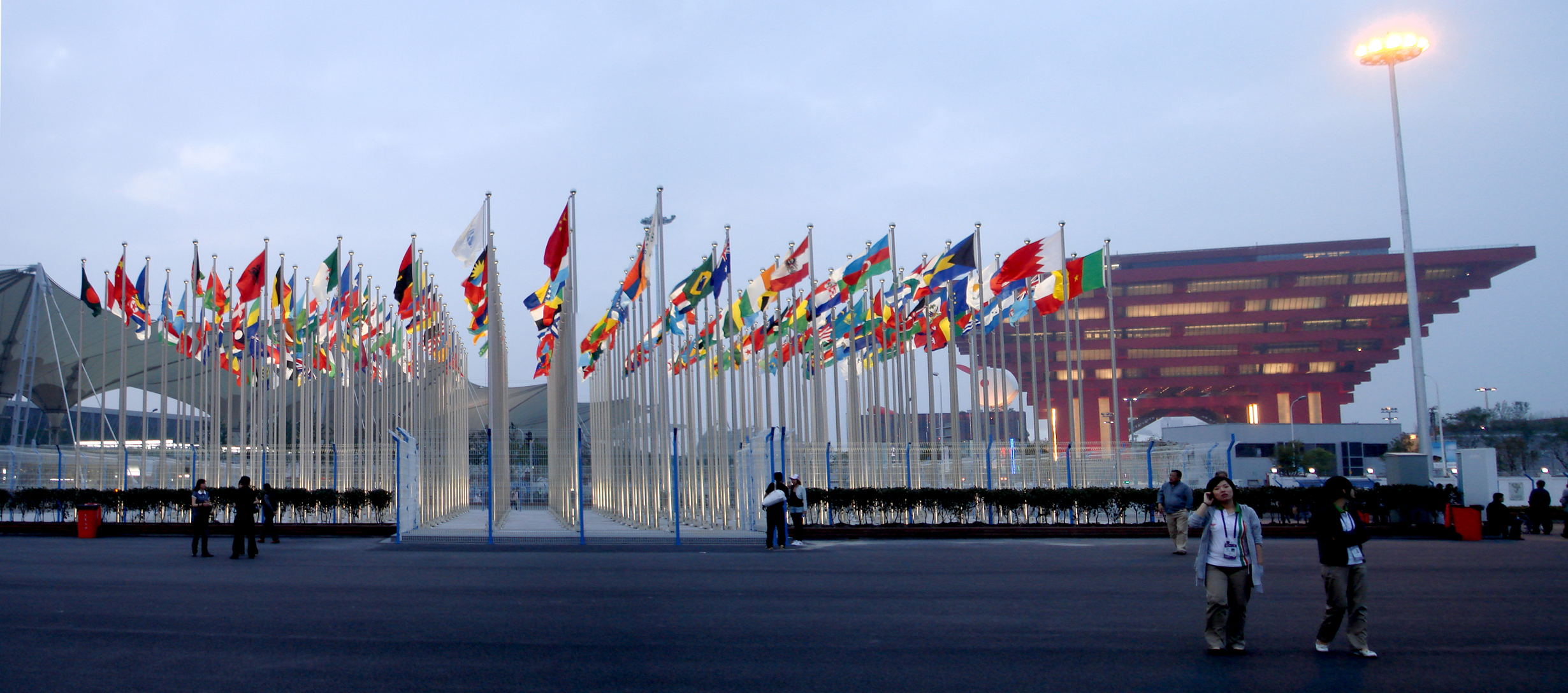
Cờ các quốc tham dự và tòa nhà China Pavilion
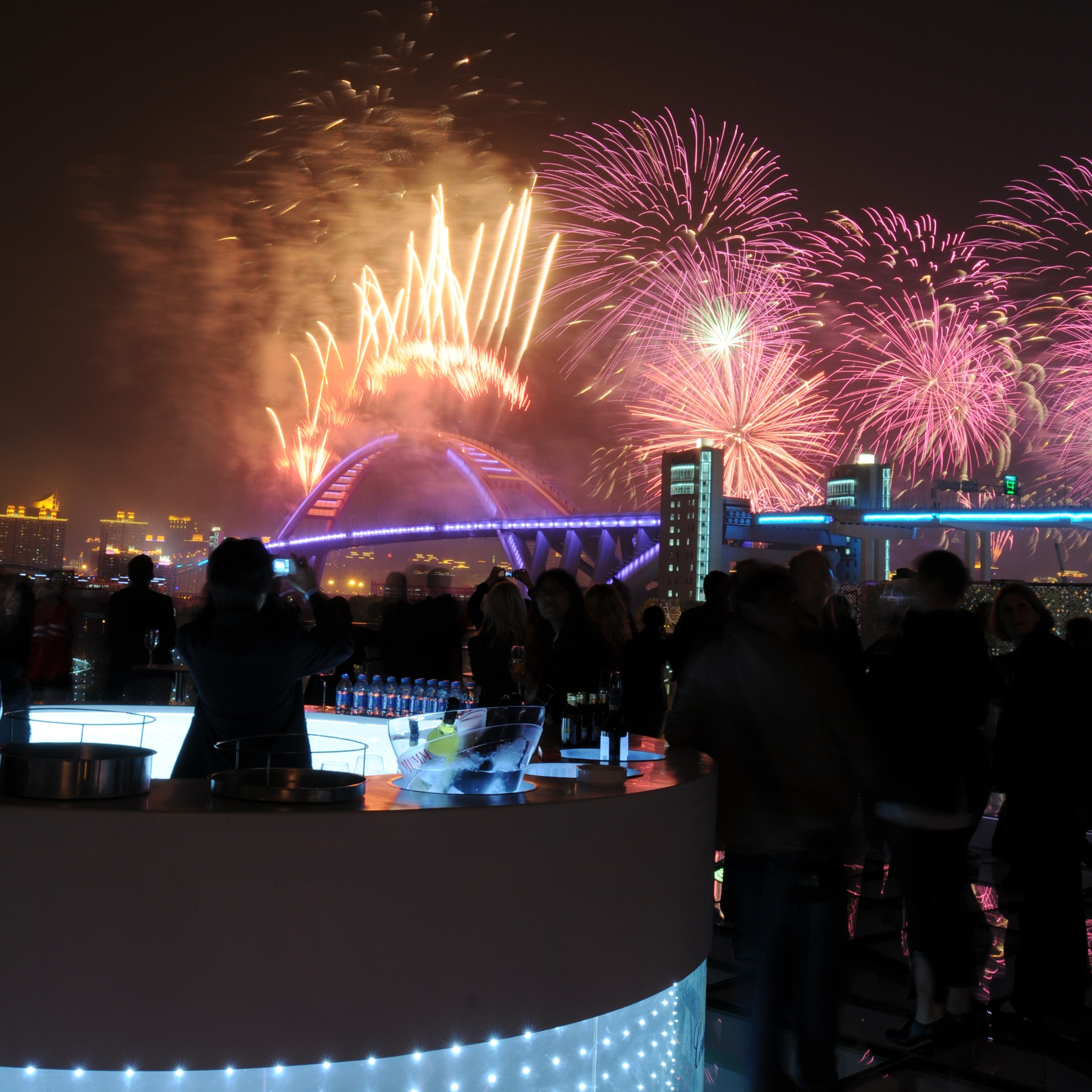
Pháo hoa khai mạc
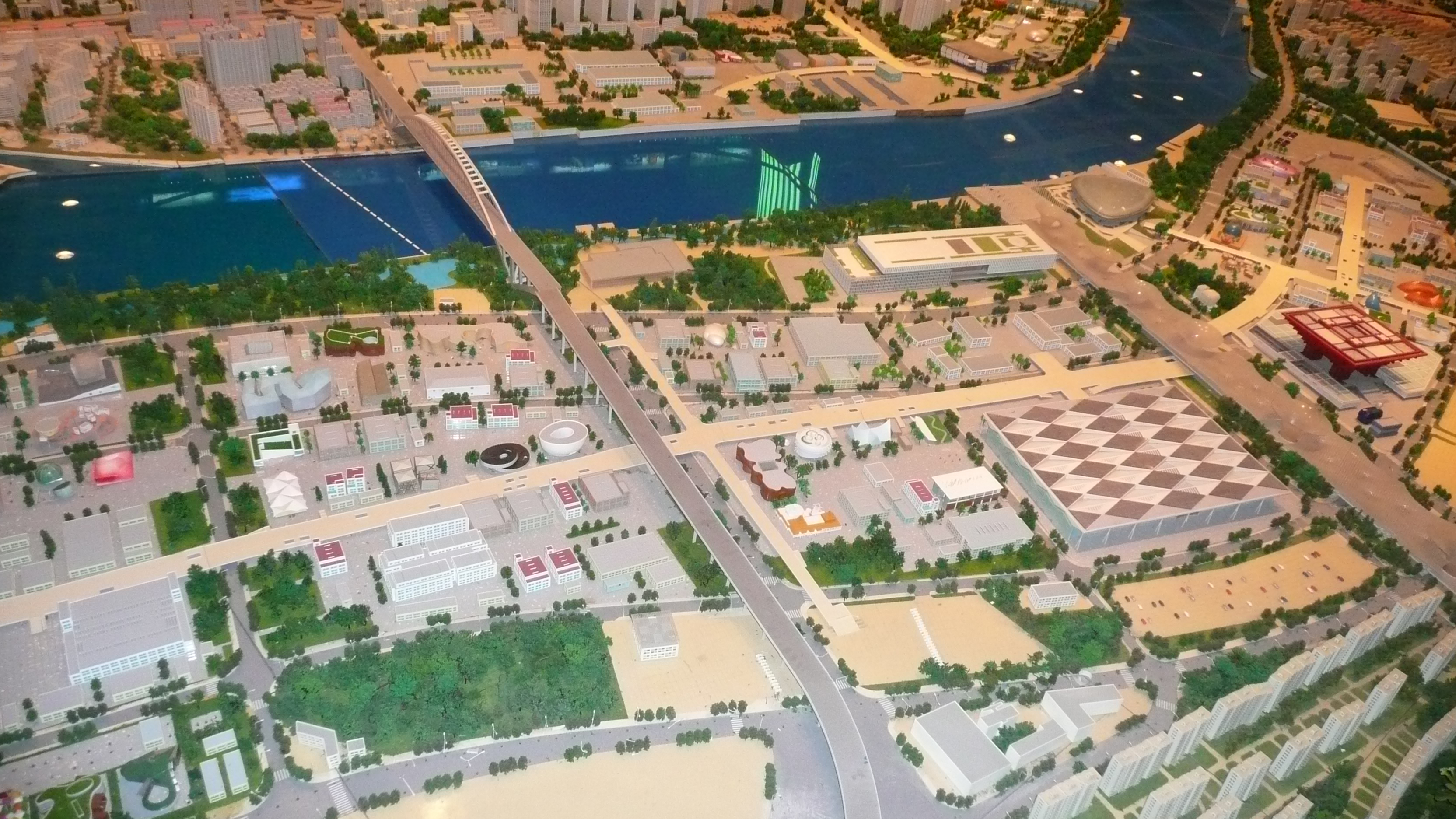
Mô hình khu vực triển lãm
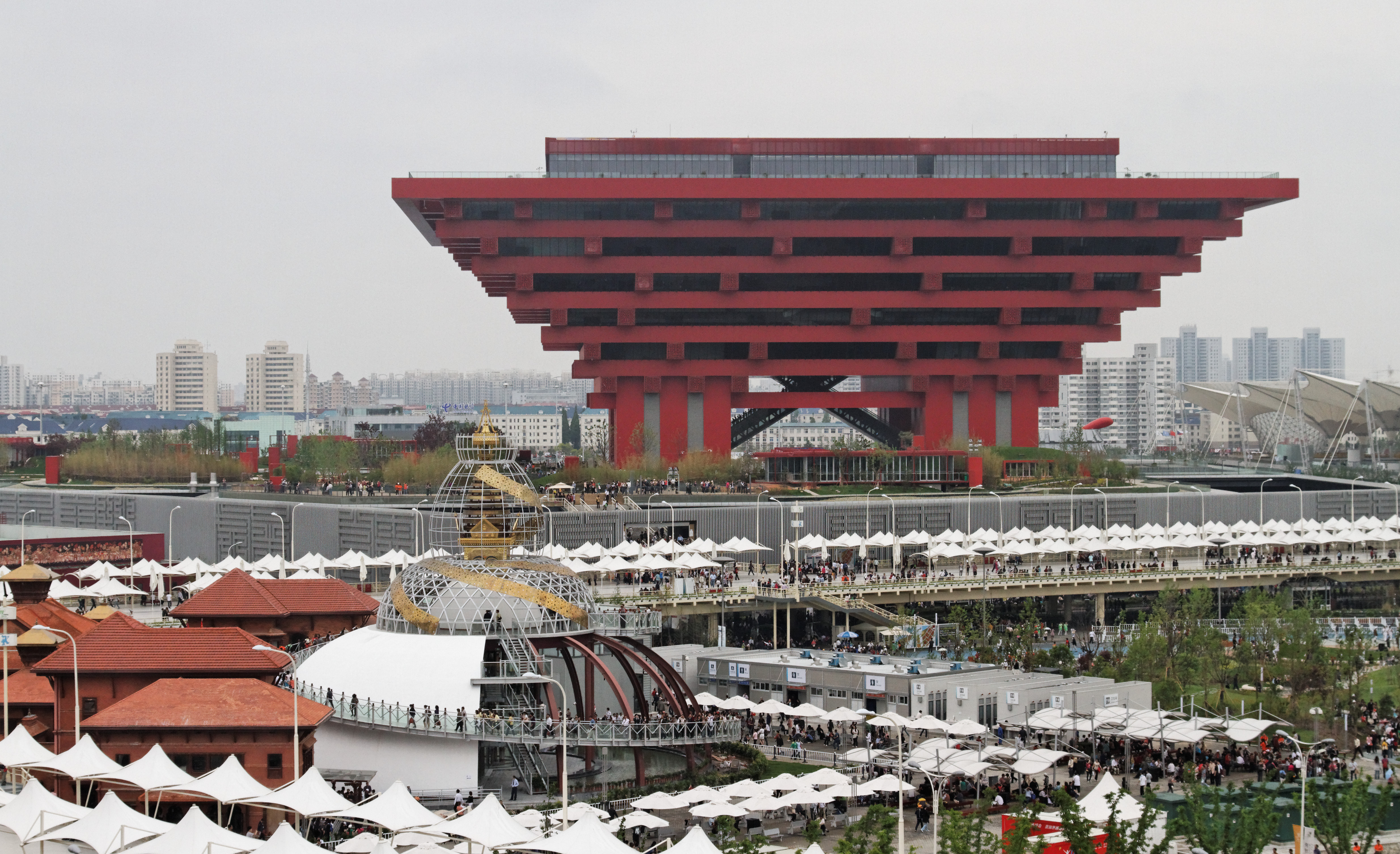
China Pavilion, Khu triển lãm của Trung Quốc
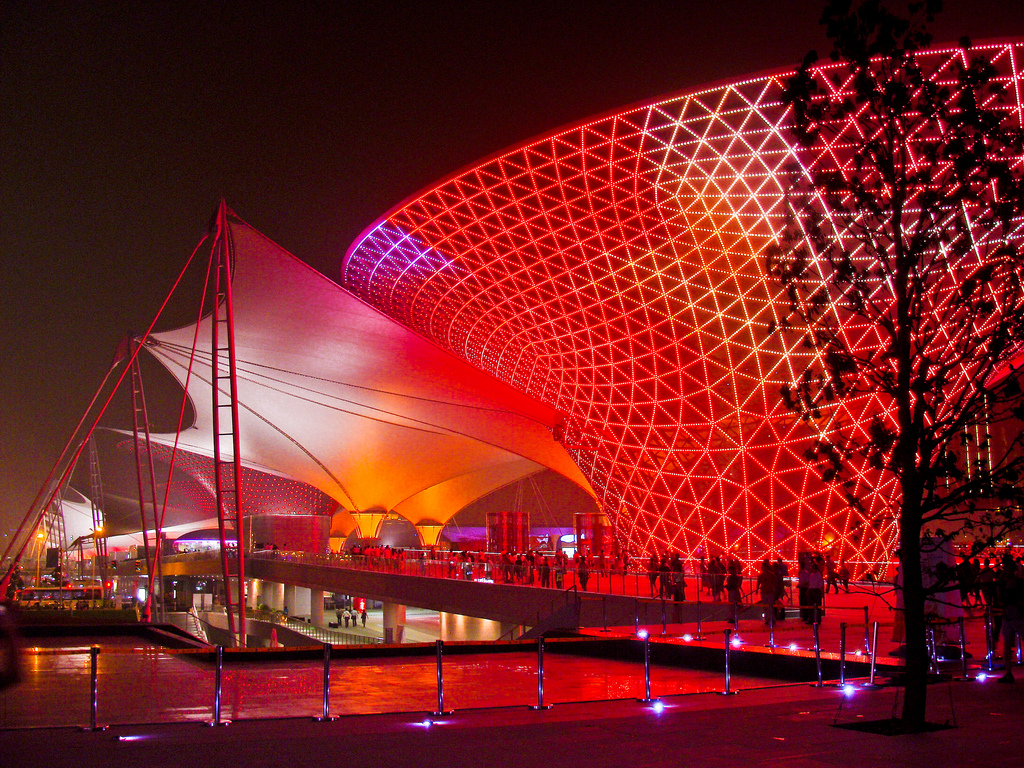
Expo Axis
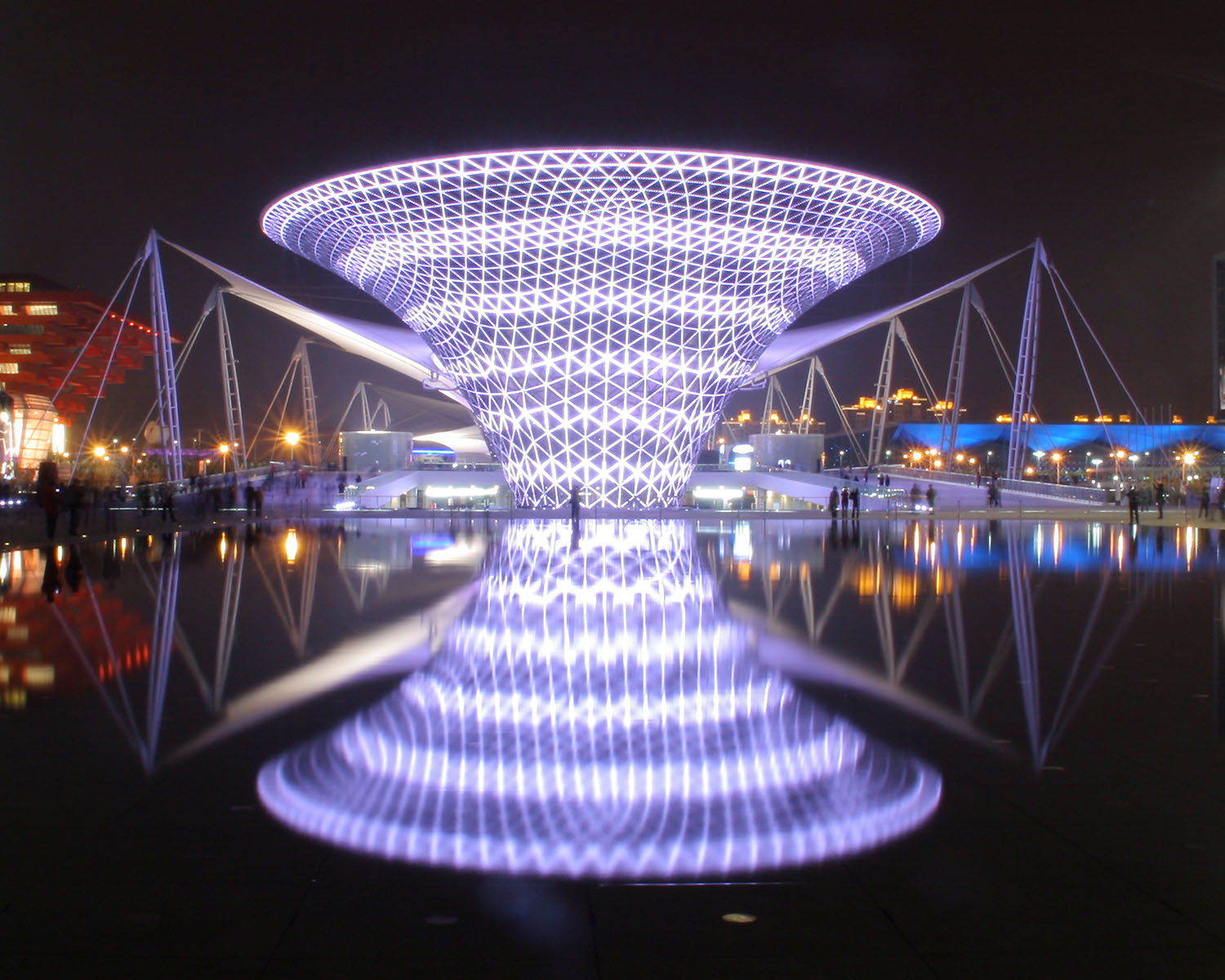
Expo Axis về đêm
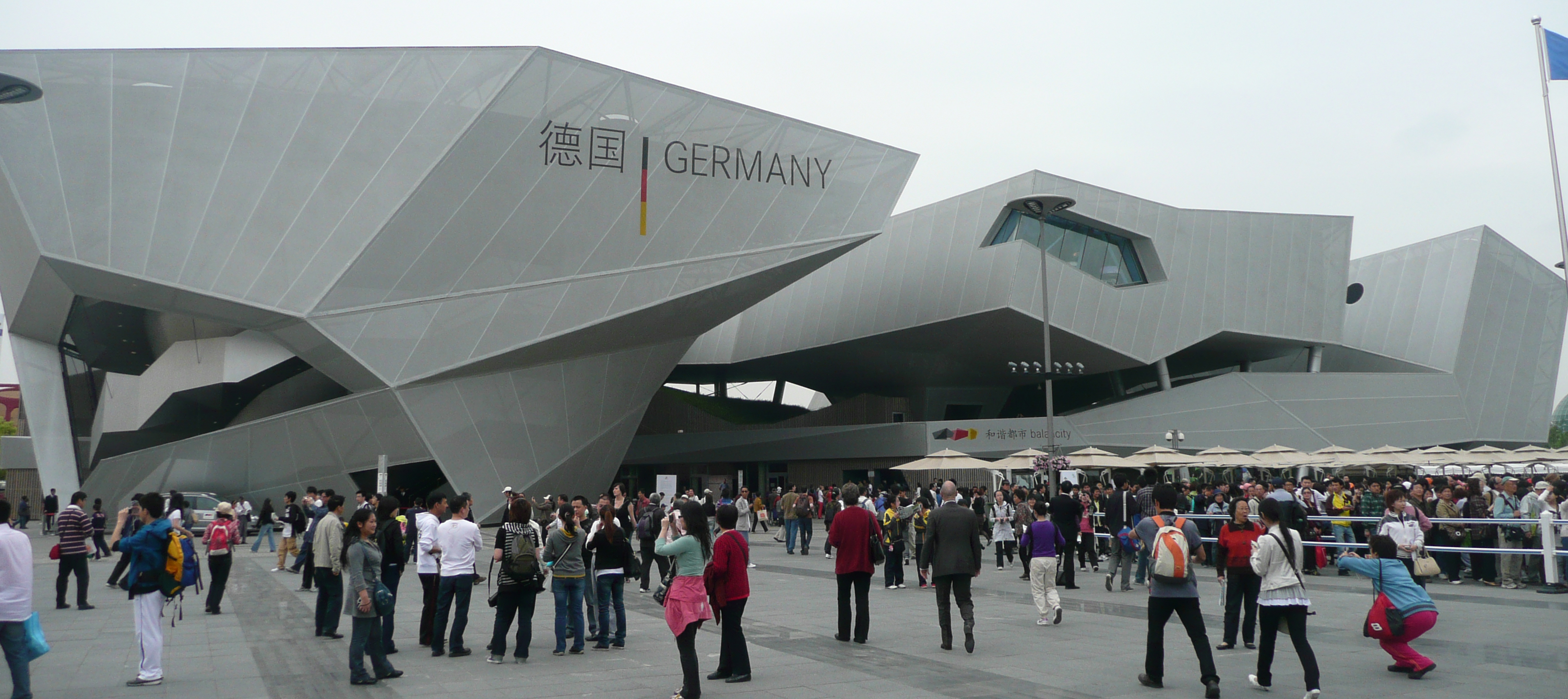
Khu triển lãm Đức
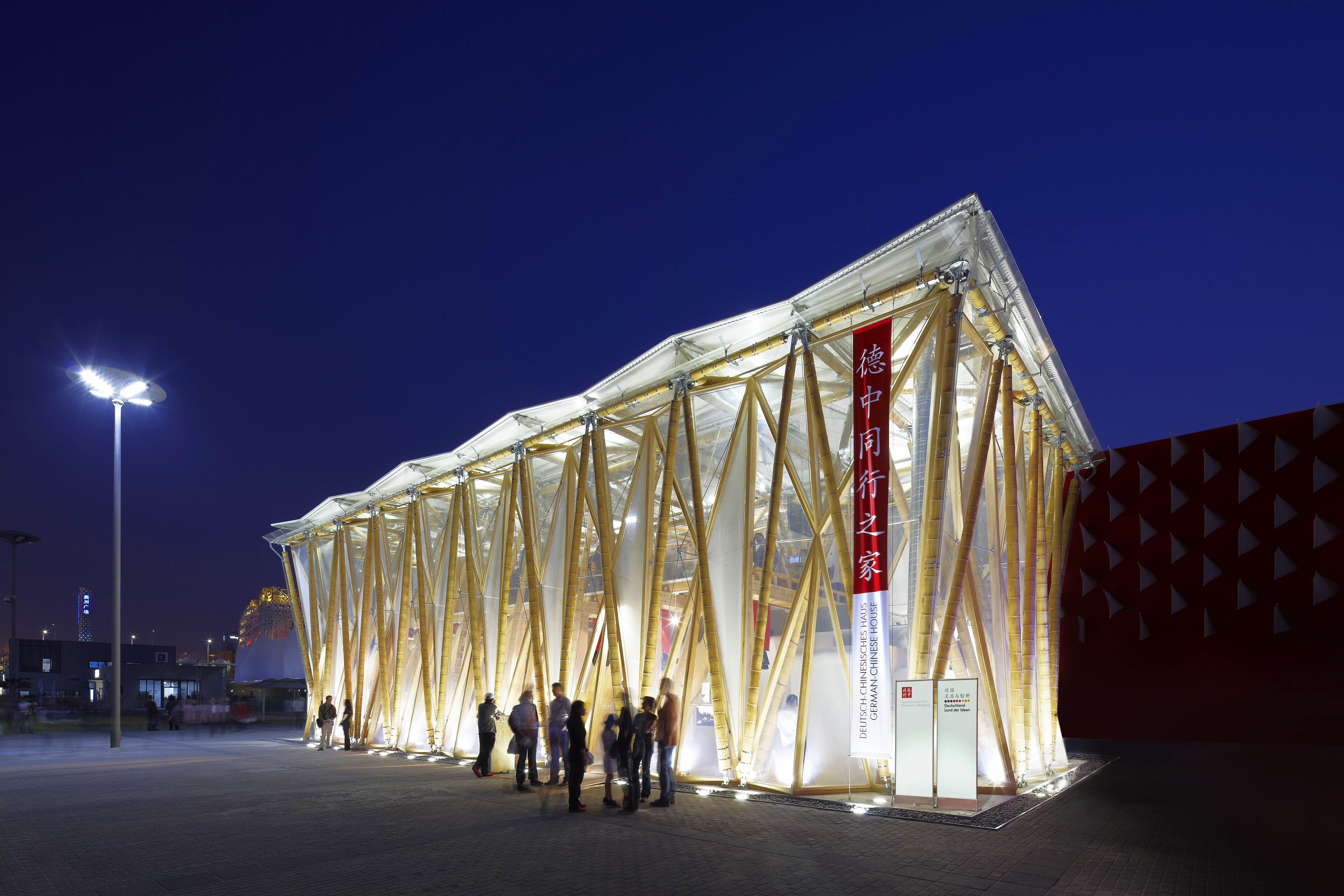
Nhà Đức-Trung Quốc bằng tre to
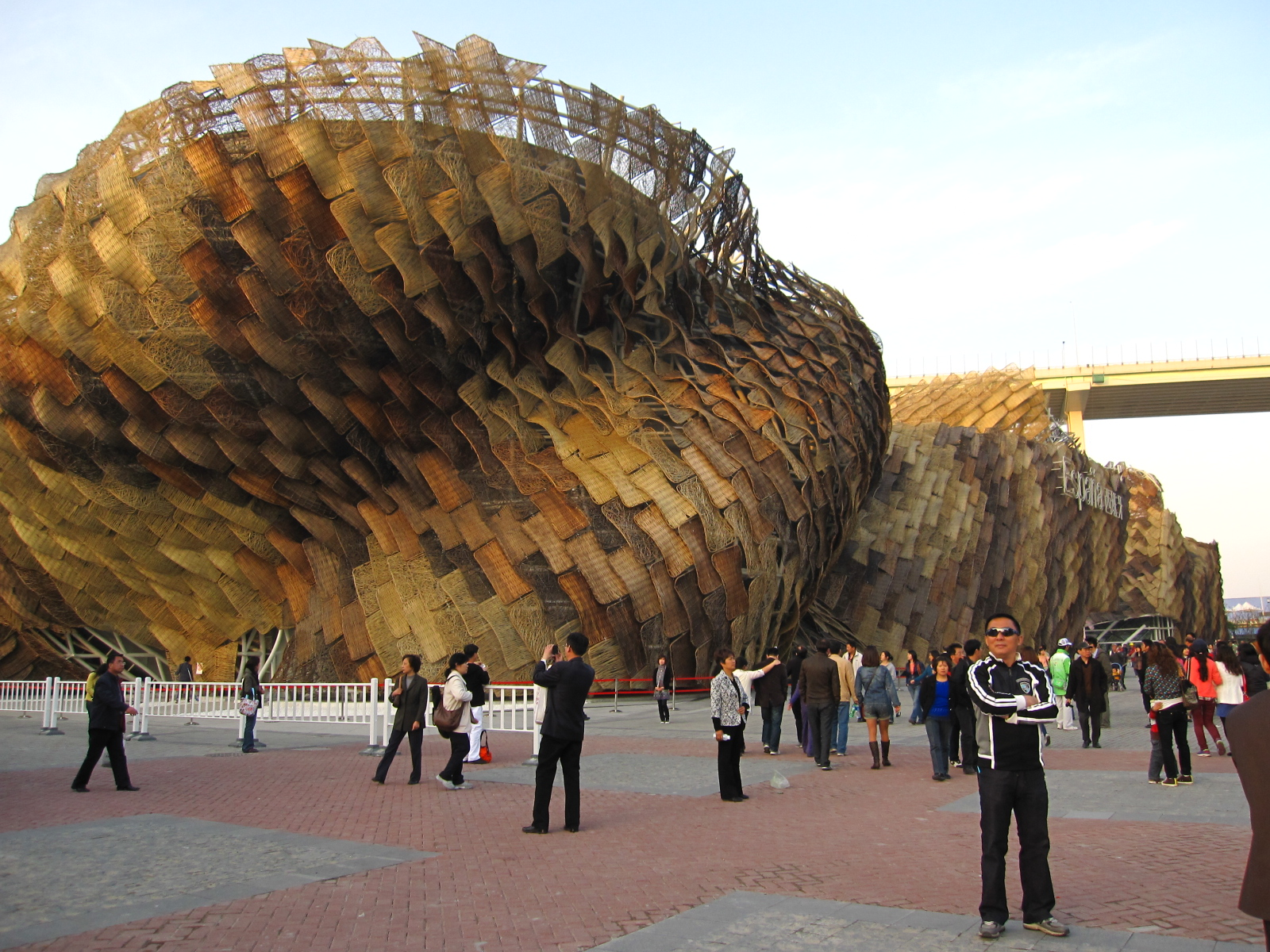
Tây Ban Nha
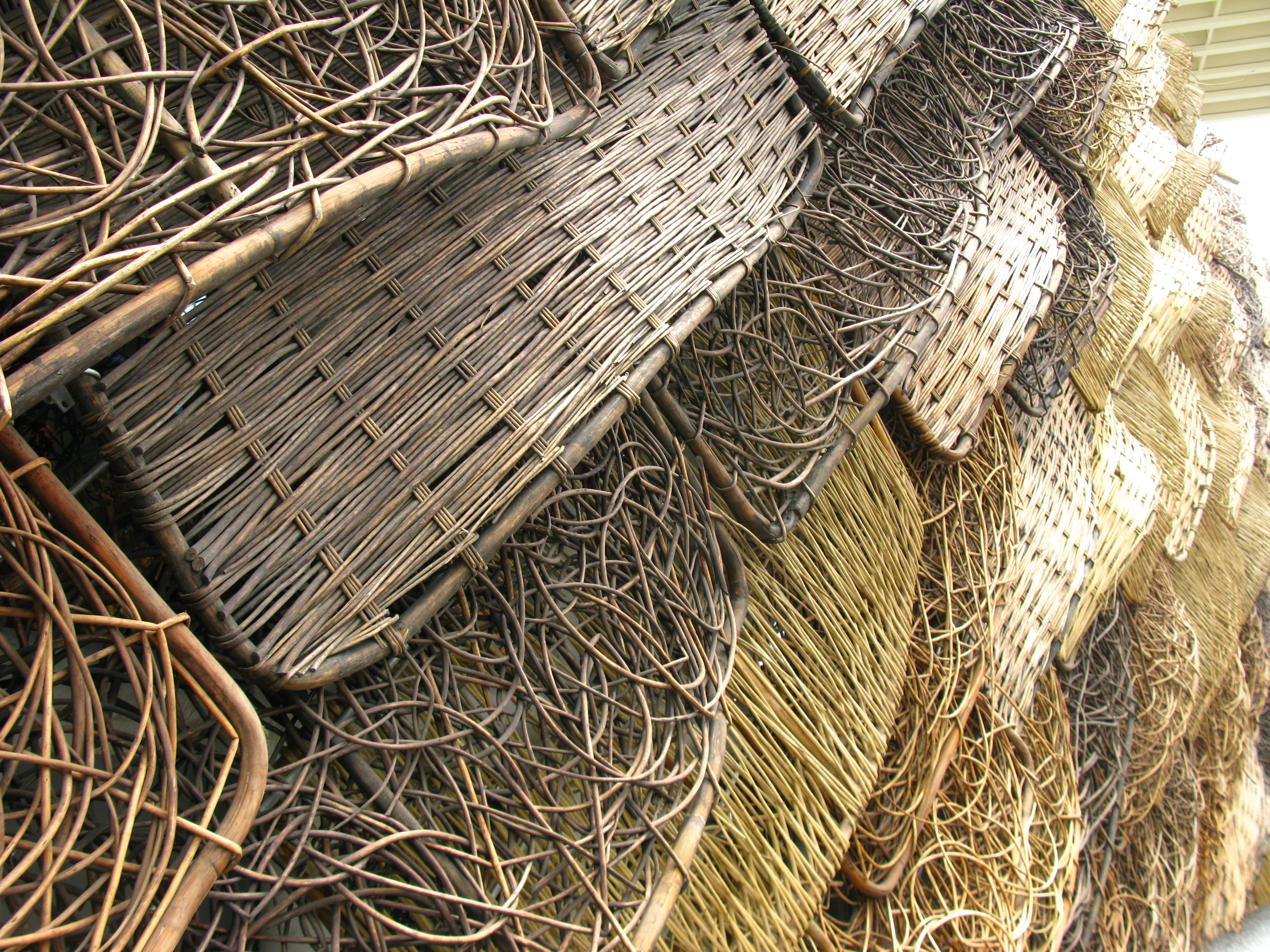
Tường bên ngoài khu Tây Ban Nha bằng cói
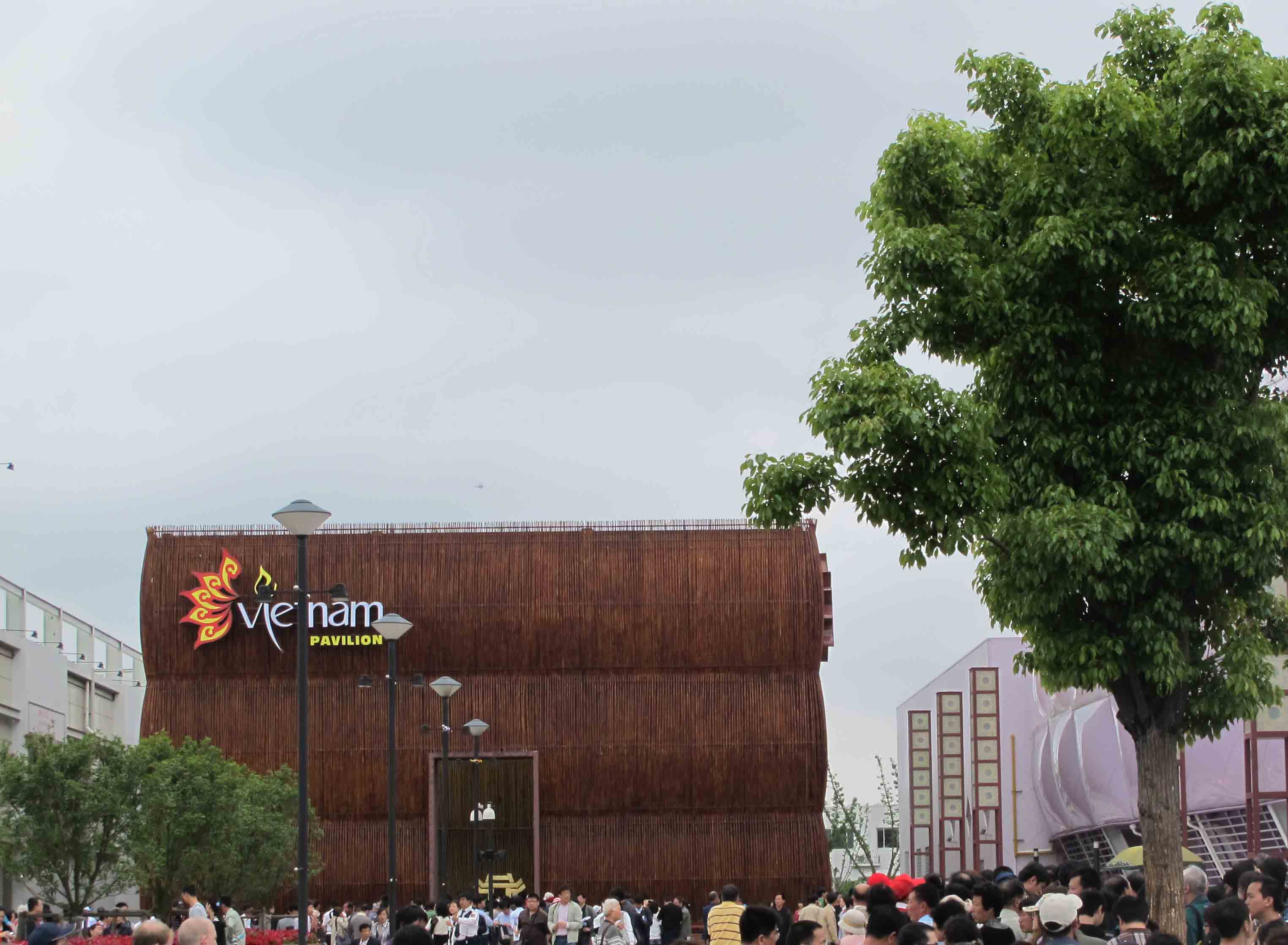
Khu Việt Nam được xây dựng bằng tre